# ويليام بوون
ويليام بوون (بالإنجليزية: William Boone)‏ هو لاعب كرة قدم أمريكية أمريكي، ولد في 7 يوليو 1879 في بلدة وودبريدج في الولايات المتحدة، وتوفي في 15 مايو 1963 في شيكاغو في الولايات المتحدة.